# 747 Supertanker
747 Supertanker — крупнейший в мире пожарный самолёт, разработанный на базе Boeing 747. Был разработан Evergreen International Aviation. Первый экземпляр представлял собой конвертированный Boeing 747-200 (бортовой номер N470EV), но так и не поступил в эксплуатацию. Второй 747 Supertanker (бортовой номер N479EV) был построен на базе Boeing 747-100, изготовленного компанией Boeing в 1971 году для Delta Air Lines. Начал эксплуатироваться в 2009 году в целях тушения пожара в Куэнке, Испания. 31 августа 2009 года был использован при тушении лесных пожаров в Калифорнии. С тех пор не выполнял полётов.
Третий Supertanker был разработан компанией Global Supertanker Services, которая приобрела большую часть активов Evergreen. Третий Supertanker (с бортовым номером N744ST) был произведён на базе Boeing 747-400. Был сертифицирован для тушения пожаров Федеральным управлением гражданской авиации в сентябре 2016 года. В основном принимал участие в тушении пожаров в Чили и Израиле, в 2017 году занимался тушением лесных пожаров в Калифорнии. Также принимал участие в тушении пожаров в Боливии в августе 2019 года. Был выведен из эксплуатации в 2021 году.

## Разработка

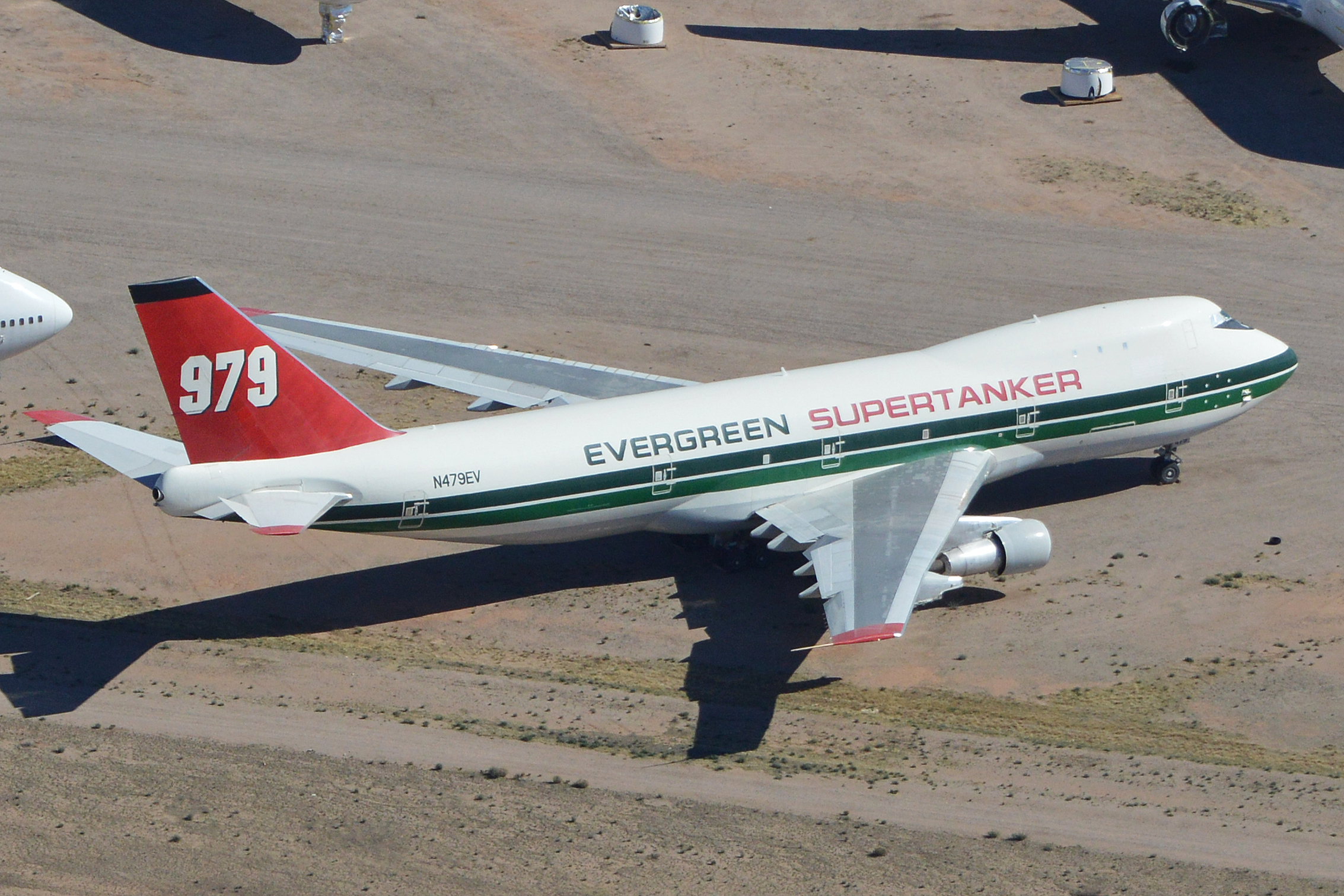
Supertanker в 2014 году

Разработка 747 Supertanker началась после сезона пожаров 2002 года, когда в Соединенных Штатах потерпели катастрофу два пожарных самолёта — Lockheed C-130 Hercules и Consolidated PB4Y-2 Privateer. Катастрофы побудили Министерство внутренних дел США направить официальный запрос о разработке о пожарных самолётов нового поколения.

Supertanker тушит пожар (2017 год)

Evergreen предложила переоборудовать до четырёх своих грузовых самолетов Boeing 747-200 в Supertanker. Первый переоборудованный Boeing 747 (N470EV) совершил свой первый полет 19 февраля 2004 года.
Evergreen объявила, что потратила на проект 40 миллионов долларов и ждёт сертификации Федерального управления гражданской авиации США и контракта со Лесной службы США. В октябре 2006 года Федеральное управление гражданской авиации США выдало Evergreen сертификат типа на установку внутренних резервуаров, связанных с ними систем и несущей конструкции для рассеивания жидкостей.

## Дизайн
Supertanker был оснащён системой сброса жидкости под давлением, которая могла рассеивать противопожарный состав под высоким давлением. Самолёт мог сбрасывать жидкость на место пожара во время полёта на высоте от 120 до 240 метров со скоростью примерно 260 км/ч. Система резервуаров Supertanker может быть сконфигурирована для сегментированных сбросов, что позволяет выпускать содержимое резервуара несколько раз за полёт с интервалами. По данным компании, самолёт был способен прокладывать полосу огнезащитного покрытия длиной 4,8 км и шириной до 46 метров. Максимальная скорость может достигать 970 км/ ч, что позволяет ему перелетать в любую точку США. Supertanker мог прилететь в любую точку мира менее чем за 20 часов.
Supertanker может садиться или взлетать из любого аэропорта с взлётно-посадочной полосой длиной от 2400 метров.
Допускается перевозка до пяти человек, не являющихся членами экипажа, на верхней палубе. Эта область может использоваться для командования и управления, составления карт, мониторинга инцидентов и (видео)связи.

## Эксплуатация
В декабре 2010 года Supertanker был направлен в Израиль для борьбы с лесным пожаром на горе Кармель. 9 июня 2011 года Supertanker вернулся в США для участия в борьбе с пожаром в штате Аризона, площадь которого в то время составляла 1570 км².
С мая 2016 года Supertanker базируется в Колорадо в аэропорту Колорадо-Спрингс, выбранном отчасти из-за его удобного расположения для быстрого развёртывания на западе США и необходимой инфраструктуры для тяжёлых самолетов. Несколько недель спустя компания получила контракт от округа Дуглас (штат Колорадо) на оказание помощи в локализации лесных пожаров.
В ноябре 2016 года Supertanker N744ST 747-400 Global был отправлен в Израиль для помощи в борьбе с лесными пожарами, бушующими в городе Хайфа и в других местах по всей стране.
В январе 2017 года Supertanker прибыл в Сантьяго, Чили, чтобы помочь местным властям в борьбе с одной из крупнейших серий лесных пожаров в истории страны. Лесные пожары на юге страны, на момент прибытия самолёта, сожгли более 200 000 гектаров леса и сотни домов.
В декабре 2017 года самолёт был арендован компанией Cal Fire на время сезона лесных пожаров в конце 2017 года.
В июле 2018 года Отдел по предупреждению и борьбе с пожарами штата Колорадо подписал контракт CWN на использование Supertanker. Это последовало после вопросов СМИ о том, почему самолёт не эксплуатируется в его родном штате.
В ноябре 2018 года Supertanker был направлен в северную Калифорнию для оказания помощи в ликвидации пожара в округе Батт.